# لوئیس لوبو
 لوئیس لوبو (انگلیسی: Luis Lobo؛ زاده ۹ نوامبر ۱۹۷۰) یک تنیس‌باز اهل آرژانتین است. 